# Akker (Roosendaal)
Akker is een buurtschap  in de gemeente Roosendaal in de Nederlandse provincie Noord-Brabant. De buurtschap omvat enkele boerderijen en ligt een kilometer ten zuiden van het dorp Wouw. De buurtschap ligt aan de Akkerstraat, van Wouw naar het zuiden. De Akkerstraat wordt even ten zuiden van de buurtschap sinds 1966 doorsneden door de snelweg A58, die daarmee een flinke barrière vormt met de huizen ten zuiden ervan. Om van de ene naar de andere kant te komen moet een omweg worden gemaakt van meer dan 2 km.
Stad: Roosendaal      Dorpen: Heerle · Moerstraten · Nispen · Wouw · Wouwse Plantage

Buurtschappen: Akker · Boeiink · Borteldonk · Brembosch · Bulkenaar · De Rotting · Everland · Haiink · Hazelaar · Heijbeek · Hoevestein · Hollandsdiep · Hulsdonk · Kruisstraat · Nieuwenberg · Oostlaar · Plantage Centrum · Vijfhoek · Vinkenbroek · Visdonk · Vleet · Vroenhout · Wouwse Hil · Zoomvliet

Noord-Brabant: Steden en dorpen      Nederland: Provincies · Gemeenten